# Редькино (Кировская область)
Ре́дькино — деревня в Лебяжском муниципальном округе Кировской области России.

## География
Деревня находится в южной части Кировской области, в зоне хвойно-широколиственных лесов, на правом берегу реки Вятка, к западу от посёлка городского типа Лебяжье, административного центра района. Абсолютная высота — 74 м над уровнем моря.
Климат
Климат характеризуется как умеренно континентальный, с умеренно холодной снежной зимой и тёплым летом. Среднегодовая температура — 2 °C. Средняя температура воздуха самого холодного месяца (января) составляет −13,9 °C (абсолютный минимум — −47 °С); самого тёплого месяца (июля) — 18,3 °C (абсолютный максимум — 37 °С). Годовое количество атмосферных осадков — 525 мм, из которых 367 мм выпадает в период с апреля по октябрь. Снежный покров держится в среднем 162 дня.

## Население
| 2010 |
| ---- |
| 386  |

Половой состав
По данным Всероссийской переписи населения 2010 года в гендерной структуре населения мужчины составляли 49,2 %, женщины — соответственно 50,8 %.
Национальный состав
Согласно результатам переписи 2002 года, в национальной структуре населения русские составляли 97 % из 408 чел.